# Rio Camecháteca
O rio Camecháteca Canchatca ou Kamtchatka (em russo:  Камча́тка) é um rio que percorre o krai de Camecháteca, na Sibéria oriental, Rússia. Nasce nas montanhas centrais da península de Camecháteca e desagua no oceano Pacífico. Tem um comprimento de 758 km e drena uma bacia de 55.900 km².
Administrativamente, todo o rio atravessa o krai de Camecháteca da Federação Russa. Tem um regime nival.
O rio é muito rico em salmão, que sobe o rio todos os anos aos milhões, e que anteriormente constituía uma das bases da alimentação da população indígena dos itelmenos.

## Geografia
O rio Camecháteca tem a sua origem na cordilheira central (Sredny Khrebet), uma espécie de "espinha dorsal" da península de Camecháteca, sendo o maior da reigão. Durante um curto trecho corre para sul, mas depois vira para nordeste, num trecho inicial de montanha com muitos rápidos. Corre pela planície central da península, na depressão localizada entre os maciços Central e Oriental e torna-se um rio de planícies, com numerosos menadros e ilhas. Em seguida, contorna o vulcão Kliuchevskoi (4.750 m).
O rio é navegável até uma distância de 486 km da foz, embora seja afetado por um período de gelo bastante longo, que dura, em média, de novembro a abril-maio. O rio tem muitos afluentes, entre eles os rios Kensol, Andrianovka, Zhupanka, Kozyrevka, Kitilgina, urts, Kirganik, Kavicha e Bolshaia Kimitina.
O Camecháteca é rico em peixes, sendo o local de reprodução de muitas espécies de salmão, incluindo o chavychi. A pesca é feita como atividade industrial e também como atividade recreativa.